# Rafael López Rayón
Rafael López Rayón (Tlalpujahua, Michoacán, circa 1778 - Ciudad de México, 1823) fue un novohispano que se unió al bando insurgente durante la guerra de la independencia de México.

## Semblanza biográfica
Fue el cuarto de los cinco hijos de Andrés López Rayón y Rafaela López Aguado de Rayón, se unió a la revolución de Miguel Hidalgo y Costilla iniciada mediante el grito de Dolores. Bajo las órdenes directas del generalísimo, participó en las batallas de monte de las Cruces, Aculco, Valladolid, Guadalajara y Puente de Calderón. 
Después de la derrota de Puente de Calderón, comenzó a militar bajo las órdenes de su hermano Ignacio, participó en las tomas de Zacatecas y Saltillo, y lo siguió a Michoacán. Junto con su hermano Ramón colaboró en la fortificación de Zitácuaro, para establecer la Suprema Junta Nacional Americana, así como en la fortificación del cerro del Gallo. Se le otorgó el rango de brigadier.
En agosto de 1812 fue enviado a San Miguel el Grande y a la sierra Gorda como comandante de la zona. Cuando se produjo el distanciamiento entre José María Liceaga y su hermano Ignacio viajó a Tlalpujahua para recibir instrucciones de éste, quien consintió que el doctor José María Cos llevase a cabo la mediación entre los miembros de la Junta. Rafael continuó su campaña militar en contra de las partidas realistas, en ocasiones fue obligado a internarse en la sierra. El 26 de marzo de 1813 se presentó en Tlalpujahua con trescientos cincuenta hombres para ayudar a su hermano en la defensa del fuerte del cerro del Gallo. 
Un mes más tarde viajó en compañía de sus hermanos Ramón y Francisco para conferenciar con Licéaga, pero en su trayecto fue derrotado en Salvatierra por el ejército realista comandado por Agustín de Iturbide. Los hermanos lograron escapar a Guanajuato. En contraste, el 5 de noviembre derrotó al capitán Gallardo en la hacienda de San Antonio, logrando obtener doscientos caballos, un cañón y cincuenta y dos fusiles.
Durante la expedición organizada por José María Morelos para tomar la plaza de Valladolid (hoy Morelia), recibió instrucciones de detener el avance de Agustín de Iturbide, pero fue derrotado por éste en Santiaguito, por tal motivo no participó en la acción de Valladolid, no obstante, el 5 de enero de 1814 tomó parte en la batalla de Puruarán, tras la nueva victoria de Iturbide, se retiró a Taximaroa. Poco tiempo después fue forzado por los realistas a desplazarse a Michoacán. 
En 1815 participó en la defensa del cerro del Cóporo, permaneció en las inmediaciones del lugar durante dos años. Cuando la fortaleza cayó finalmente en manos de los realistas a finales de 1817, Rafael se encontraba en Tancítaro, fue aprehendido por el comandante Vargas, pero su hermano Ramón lo ayudó a escapar. A partir de entonces dejó de participar en la revolución, aceptando el indulto virreinal y estableciéndose en Tlalpujahua. 
Al proclamarse el Plan de Iguala se puso a las órdenes de Iturbide. Aunque no tomó acción militar en la campaña del Ejército Trigarante, participó en el desfile el 27 de septiembre de 1821. Iturbide lo nombró jefe de su escolta y le otorgó el rango de coronel. Murió en la Ciudad de México en 1823, a consecuencia de una afección cardíaca, pocos días antes de la abdicación de Iturbide.